# St. Peter und Paul (Harkirchen)

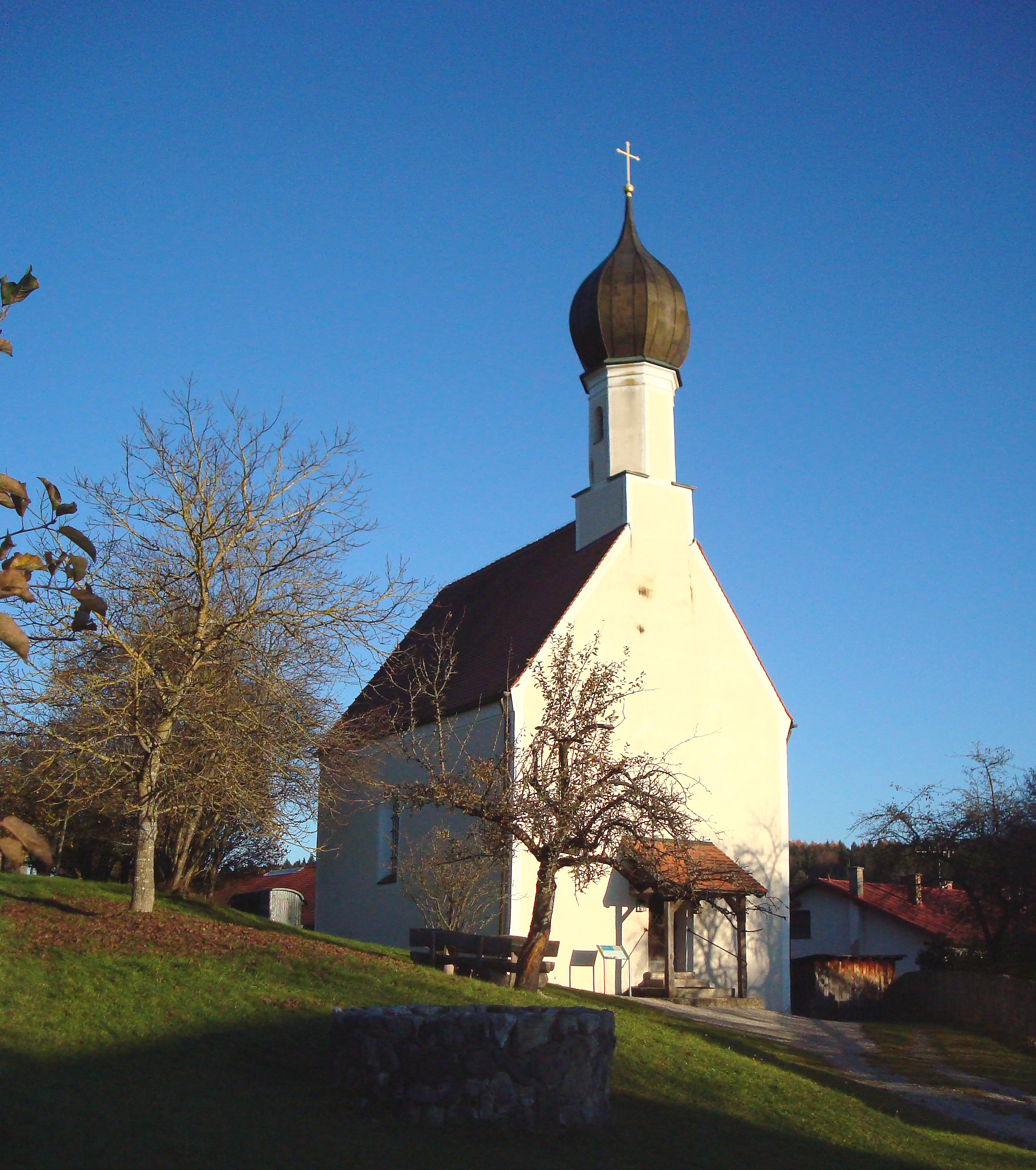
Kirche St. Peter und Paul in Harkirchen

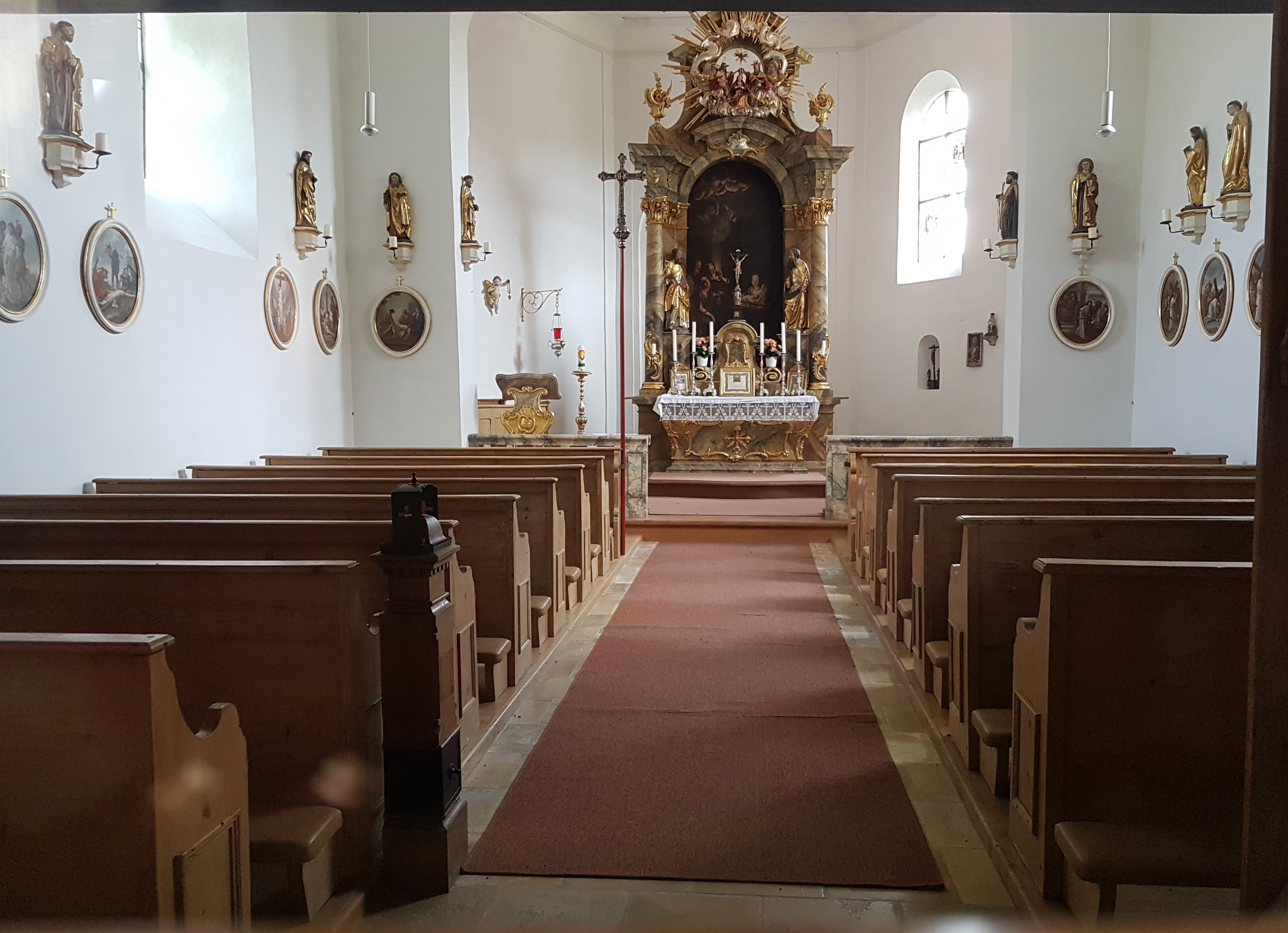
Innenraum

Die katholische Filialkirche St. Peter und Paul in Harkirchen, einem Gemeindeteil von Berg im oberbayerischen Landkreis Starnberg, wurde im 18. Jahrhundert errichtet. Die Kirche auf einer Wiese am Hang ist ein geschütztes Baudenkmal.
Der barocke Saalbau mit Dachreiter und Zwiebelturm besitzt im Kern noch mittelalterliche Bausubstanz. Das flachgedeckte Langhaus ist mit einer einfachen Kehlleiste gerahmt. Der Chor ist dreiseitig geschlossen. Die Sakristei wurde seitlich angebaut.
Das Gemälde am Hauptaltar wird von zwei 50 cm hohen Holzfiguren der Apostel Peter und Paul flankiert, die um 1510/1520 entstanden sind. An den Wänden stehen auf Konsolen Holzplastiken der zwölf Apostel, die aus dem 15. Jahrhundert stammen.